# Prospalta spargens
Prospalta spargens là một loài bướm đêm trong họ Noctuidae.